# 山形県道21号蔵王公園線
山形県道21号蔵王公園線（やまがたけんどう21ごう ざおうこうえんせん）は、山形県山形市を通る県道（主要地方道）である。

## 概要
山形市蔵王温泉から山形市表蔵王に至る。

### 路線データ
- 陸上距離：11.6km[1][出典無効]
- 起点：山形市蔵王温泉（山形県道14号上山蔵王公園線・山形県道53号山形永野線交点）
- 終点：山形市表蔵王（国道13号交点）

## 歴史
- 1993年（平成5年）5月11日 - 建設省から、県道蔵王公園線が蔵王公園線として主要地方道に指定される[2]。

## 路線状況

### 愛称
- 蔵王ライン

### 重複区間
- 山形県道53号山形永野線（山形市蔵王温泉地内（同士平 - 樹氷橋バス停付近））

## 地理

### 交差する道路
- 山形県道14号上山蔵王公園線・山形県道53号山形永野線（起点）
- 山形県道53号山形永野線
- 山形県道53号山形永野線（西蔵王高原ライン）
- 山形県道267号十日町山形線
- 国道13号（終点）

## 沿道の施設など
- 蔵王温泉
- 山形蔵王温泉スキー場
- 山形県観光物産会館 ぐっと山形
- 蔵王山神社一の大鳥居（蔵王の朱い大鳥居）
  - 山形県道21号蔵王公園線上（山形市蔵王上野字南坂地内）に建立された鳥居。1968年10月に建立されたもので、立地場所は蔵王山の麓である[3]。鉄筋コンクリート造りで、高さ16.34m、笠棟木長22.74m[4]。